# Koblów
Koblów (czes. Koblov, niem. Koblau) jest byłą wsią w Czechach znajdującą się na lewym brzegu Odry, pod wzgórzem Landek. Obecnie jest częścią składającą się na ostrawską dzielnicę Śląska Ostrawa. Nazwa wywodzi się od miejsca wypasania się klaczy, które znajdowało się na terenie wsi. Obszar Koblowa wynosi 568,54 ha, a w 2001 mieszkało tu 1156 osób, co dawało gęstość zaludnienia równą 203,3 os./km².
Pierwsze wzmianki pochodzą z 1377 z niemieckojęzycznego listu o podziale księstwa opawskiego przez dziedziców Mikołaja II. Koblów (wraz z landeckim grodem) stał się własnością książąt Wacława i Przemka. Sama wieś jest jednak dużo starsza, a o długotrwałym zasiedleniu świadczy np. odnaleziony w osadach Odry miecz z okresu kultury łużyckiej sprzed dwóch tysięcy lat. W 1742 po przegranej przez Austrię wojen śląskich Koblów znalazł się w granicach Prus, gdzie przejęli go jezuici. Po wielu zmianach właścicieli ostatecznie zakupił je w 1846 Salomon Mayer Rothschild.
Aż do początku XIX wieku mieszkańcy Koblowa żyli tylko z rolnictwa. Zmiana nastąpiła, jak w większości gmin w okolicach Ostrawy, po odkryciu złóż węgla. Wydobycie zaczęło się w 1803 a w efekcie miejscowość nękały szkody górnicze, aż do dziś. W 1920 Koblów znalazł się w granicach Czechosłowacji na ziemi hulczyńskiej. Przed II wojną światową, większość ludność zadeklarowało narodowość czeską (Morawcy), ale podczas wyborów w maju 1938 dwie trzecie mieszkańców zagłosowała na Partię Sudeckoniemiecką. Duży wpływ na tak ogromne poparcie dla Niemców miała germanizacji z czasów przynależności do Prus. W wyniku układu monachijskiego od 10 października wieś stała się częścią III Rzeszy, co większa część mieszkańców przywitała z zadowoleniem. Armia Czerwona wydobyła miejscowość spod niemieckiej władzy 30 kwietnia 1945 roku. Negatywny wpływ na miejscowość miało także wydobywanie od 1957 żwiru. Koblów znalazł się w granicach administracyjnych Ostrawy 6 kwietnia 1976.